# Herbert Eisenreich
Herbert Eisenreich (* 7. Februar 1925 in Linz, Oberösterreich; † 6. Juni 1986 in Wien) war ein österreichischer Schriftsteller.

## Leben
Herbert Eisenreich war Sohn des Bankangestellten Josef Eisenreich (geboren 1892 in Linz) und dessen Frau Elisabeth (geborene Wurz, 1885 in Kaltern bei Bozen). Die Schwestern Mechthilde und Brigitta kamen 1927 und 1928 zur Welt. Er verbrachte seine früheste Kindheit auf dem Land um Linz. 1929 siedelte die Familie nach Enns über. 1931 starb der Vater. Unter großen Mühen sorgten seine Mutter und eine Tante für seine Erziehung. Nach dem Besuch der Volksschule in Enns und Pregarten erhielt er in der Bundeserziehungsanstalt in Wien-Breitensee einen Freiplatz für begabte Schüler. Die Schule wurde 1938 in eine Nationalpolitische Erziehungsanstalt umgewandelt, weshalb ihn seine streng katholische Mutter, altösterreichisch und anti-nationalsozialistisch gesinnt, aus der Schule nahm. Er wechselte in das Realgymnasium in Linz in die Khevenhüllerschule. Dort traf er auf seinen Deutschlehrer, den Lyriker Ernst Jirgal, der ihn zum Schreiben anregte und bis zu seinem frühen Tod 1956 Eisenreichs Mentor blieb. Keiner der frühen Schreibversuche – ein unfertiger Roman über den ungarischen Feldherrn Zrinyi, ein unvollendetes Drama „Sokrates“ und Gedichte – ist erhalten geblieben.
Schon während der Schulzeit musste er sich seinen Lebensunterhalt selbst verdienen. Er arbeitete halbtags in einem landwirtschaftlichen Labor, in einer Obstgroßhandlung und gab Nachhilfestunden. Ohne die Schule abzuschließen, wurde er 1943 zum Reichsarbeitsdienst nach Mondsee eingezogen, darauf zur Grundausbildung nach Galizien. 1944 kam er nach Frankreich, wo er die Kämpfe an der Invasionsfront und den Rückzug nach Deutschland als Gefreiter in einer Panzertruppe mitmachte. Im Januar 1945 überlebte er bei Saarbrücken eine schwere Verwundung an der Schulter, unter deren Folgen er ein Leben lang litt. Er erlebte das Kriegsende im Lazarett und kehrte nach kurzer Kriegsgefangenschaft im Oktober 1945 heim.
1946 schloss er in Linz die Mittelschule mit Auszeichnung ab und studierte ab Herbst desselben Jahres an der Wiener Universität einige Semester Germanistik und klassische Philologie. Um für seinen Lebensunterhalt zu sorgen, arbeitete er als Portier, als Laufbursche, als Bürohilfskraft beim amerikanischen ISB und in der Ennser Zuckerfabrik. Seit 1952 lebte er als freier Schriftsteller.
1952 traf Eisenreich in Niendorf bei Lübeck bei der Tagung der Gruppe 47 mit Paul Celan zusammen und stellte ihm kurz darauf in Paris seine Schwester, die spätere Ethnologin Brigitta (Rupp-)Eisenreich (geb. 1928 in Linz; † 2017 in Paris), vor, die von 1953 bis 1962 eine geheime Liebesbeziehung zu Celan unterhielt und 2010 das autobiografische Buch Celans Kreidestern, ein Bericht publizierte.
Eisenreich war Autor von Erzählungen, Kurzgeschichten, Gedichten, Essays, Sachbüchern und Hörspielen. Von 1952 bis 1956 war er für den NWDR in Hamburg tätig. In seinem Essay „Das schöpferische Mißtrauen oder Ist Österreichs Literatur eine österreichische Literatur?“ befasste er sich mit der Frage nach einer österreichischen Nationalliteratur. Nebenbei zog er darin eine originelle Parallele zwischen dem Fußballsport und der Literatur in seinem Land: „Was dem österreichischen Fußball neuerdings fehlt, das sind aber nicht die Talente, sondern das ist das nationale Bewußtsein, das kritische Vertrauen in sich selbst.“
Als streitbarer Autor legte er 1967 mit Das kleine Stifterbuch eine Biografie Adalbert Stifters vor, die damals wegen ihrer kritischen Darstellung von dessen menschlichen Schwächen weder bei der Wiener Stifter-Gesellschaft noch dem oberösterreichischen Stifter-Institut gut aufgenommen wurde. Die Prager Staatsbibliothek, die einen Großteil des Stifter-Nachlasses hütet, hatte deswegen Bildmaterial für Eisenreichs Buch nicht zur Verfügung gestellt, wie Der Spiegel berichtete.
Seine private Leidenschaft für Modelleisenbahnen dokumentierte er 1963 in dem Buch „Große Welt auf kleinen Schienen“.
Eisenreich wurde 1967 in die Freimaurerloge Libertas Gemina aufgenommen, der er ab 1977 als auswärtiges Mitglied angehörte.

## Rezeption
Marcel Reich-Ranicki schrieb 1964 über ihn, dass Eisenreichs oft extreme Äußerungen und Thesen ihm in Deutschland einen unzutreffenden Leumund als „österreichischer Nationalist, verbohrter Regionalist und schließlich gar als regelrechter Monarchist“ eingetragen hätten. In Wirklichkeit sei dieser Autor, ob als Essayist oder Erzähler, lediglich ein Schriftsteller, „der die Provokation genießt und der stets das Spiel liebt“.
Im November 2000 gab es über ihn unter dem Titel „Herbert Eisenreich. Leben und Werk“ eine Ausstellung der Oberösterreichischen Landesbibliothek in Linz.

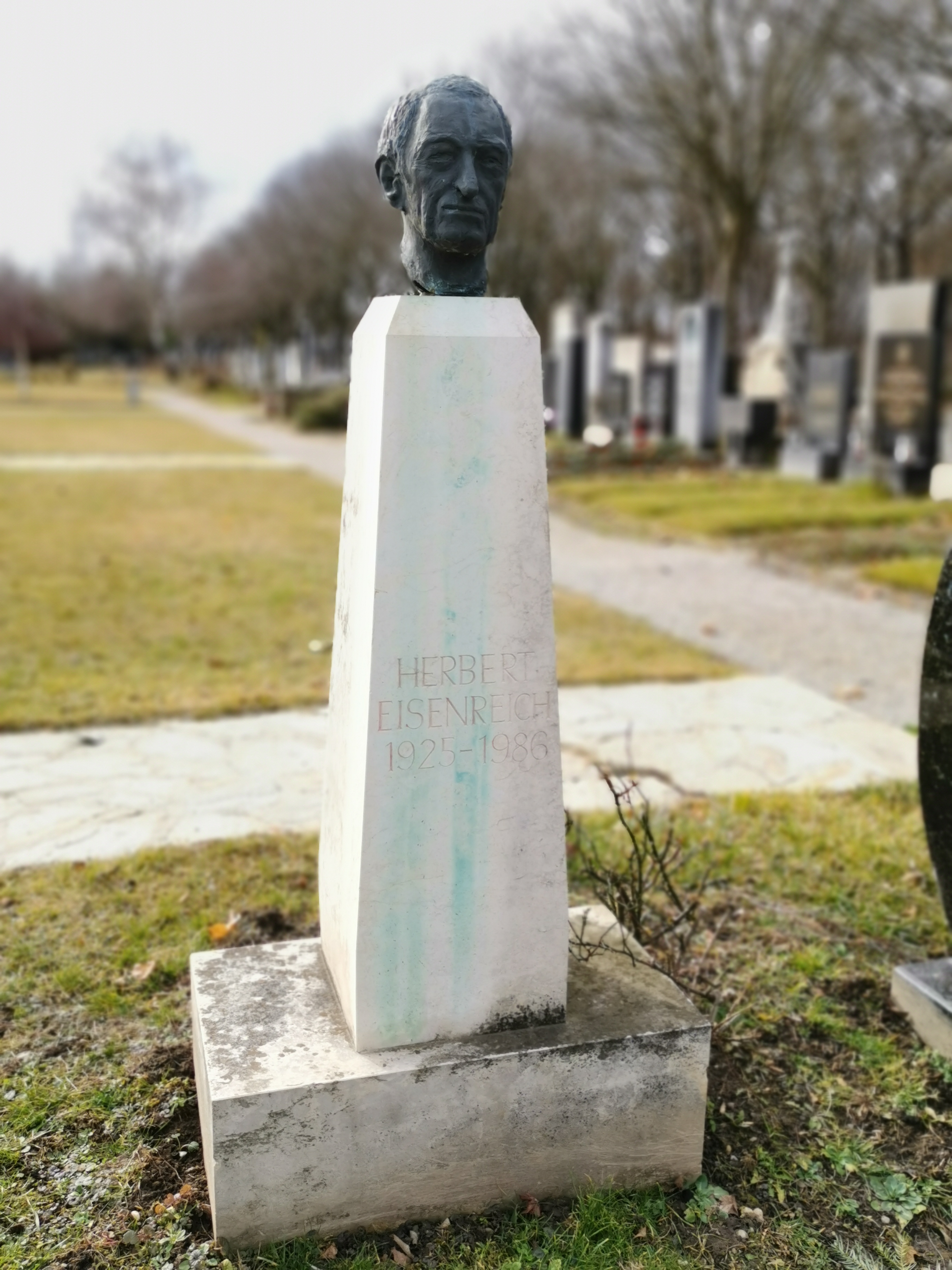
Grabstätte mit Büste auf dem Wiener Zentralfriedhof.

Er erhielt ein ehrenhalber gewidmetes Grab auf dem Wiener Zentralfriedhof (Gruppe 40, Nummer 129).

## Auszeichnungen und Ehrungen
- 1946 Erzählerpreis des Linzer Volksblattes
- 1954 Erzählerpreis des Süddeutschen Rundfunks
- 1955 Hörspielpreis von Radio Bremen
- 1957 Prix Italia für Wovon wir leben und woran wir sterben
- 1957 Literaturpreis des Kulturkreises der deutschen Wirtschaft (Förderpreis)
- 1958 Österreichischer Förderungspreis für Literatur
- 1965 Großer Kunstpreis des Landes Nordrhein-Westfalen
- 1969 Anton-Wildgans-Preis
- 1971 Georg-Mackensen-Literaturpreis
- 1984 Peter-Altenberg-Preis
- 1985 Franz-Theodor-Csokor-Preis
- 1985 Franz-Kafka-Preis
- 1985 Goldenes Ehrenzeichen für Verdienste um das Land Wien

## Werke (Auswahl)
- Einladung deutlich zu leben. Erzählung o. J.(1952)
- Auch in ihrer Sünde. Roman, 1953
- Wovon wir leben und woran wir sterben. Hörspiel(Auszeichnung: Prix Italia 1957)
  - 1955: Regie: Oswald Döpke, mit Gert Westphal und Gisela von Collande (RB – Erstsendung: 19. Oktober 1955; Länge: 55:47 Minuten)[10]
  - 1955: Regie: Oskar Nitschke, mit Friedrich Schoenfelder und Mila Kopp (SDR – Erstsendung: 27. November 1955; Länge: 37:00 Minuten)[11]
  - 1962: Regie: Helmut Hellstorff, mit Fred Düren und Gisela May (Rundfunk der DDR – Erstsendung: 15. Oktober 1962; Länge: 44:24 Minuten)[12]
  - 1967: Regie: Ferry Bauer, mit Hilde Krahl und Kurt Heintel (ORF Wien – Erstsendung: 6. Oktober 1967; Länge: 53:40 Minuten)[13]
- Böse schöne Welt. Erzählungen, 1957
- Carnuntum. Geist und Fleisch. 1960 (1978)
- mit Otto Basil und Ivar Ivask: Das grosse Erbe: Aufsätze zur österreichischen Literatur. Panorama zum Untergang Kakaniens. Verlag Stiasny, Graz/Wien 1962 (Stiasny-Bücherei, Bd. 100)
- Große Welt auf kleinen Schienen. Das Entstehen einer Modellanlage. 1963
- Reaktionen. Essays zur Literatur. 1964
- Der Urgroßvater. Erzählung, 1964
- Sozusagen Liebesgeschichten. 1965
- Sebastian. Die Ketzer. Zwei Dialoge. 1966
- Die Freunde meiner Frau. 1966 (1978)
- Ich im Auto.Ein heiterer Knigge für Kraftfahrer. 1966
- Das kleine Stifterbuch. 1967
- Ein schöner Sieg und 21 andere Mißverständnisse. 1973
- Das Leben als Freizeit. Essay, 1976
- Verlorene Funde. Gedichte 1946–1952. 1976
- Die blaue Distel der Romantik, 1976
- Groschenweisheiten. Aus dem Zettelkram eines Sophisten. 1985
- Die abgelegte Zeit. Ein Fragment. 1985
- Der alte Adam. Aus dem Zettelkram eines Sophisten. 1985
- Memoiren des Kopfes. Aus dem Zettelkram eines Sophisten. 1986
- Jedes Steigen ein Fallen zugleich. Das lyrische Werk. Hrsg. von Christine Fritsch, Helmuth A. Niederle und Karl Dieter Dessin. edition pen im Löcker Verlag. Wien 2014. ISBN 978-3-85409-651-1.
- So und anders. Erzählungen 1950–1964. Hrsg. von Christine Fritsch, Helmuth A. Niederle und Karl Dieter Dessin. edition pen im Löcker Verlag. Wien 2014. ISBN 978-3-85409-689-4.
- Ein paar Jahrzehnte Ewigkeit. Erzählungen 1965–1971. Hrsg. von Christine Fritsch, Helmuth A. Niederle und Karl Dieter Dessin. edition pen im Löcker Verlag. Wien 2014. ISBN 978-3-85409-689-4.
- Auch in ihrer Sünde. Roman. Hrsg. von Christine Fritsch und Helmuth A. Niederle. edition pen im Löcker Verlag. Wien 2015. ISBN 978-3-85409-771-6.

### Beiträge in Zeitschriften
- Sprache und Organ. Eine Rede zur Regelhaftigkeit der Sprache und gegen Sprachbeherrschung, in: Sprache im technischen Zeitalter, Nr. 1 (1961), Seite 16–24.

## Herausgeber/Mitherausgeber
- Heimito von Doderer: Wege und Umwege. Hrsg. Herbert Eisenreich, Graz 1960, (Einleitung Eisenreich).
- Friedrich Torberg: Mit der Zeit – gegen die Zeit. Hrsg. Herbert Eisenreich, Graz, Wien 1965, (Einleitung Eisenreich).
- Friedrich Torberg: Apropos. Nachgelassenes - Kritisches - Bleibendes. Hrsg. Herbert Eisenreich und Marietta Torberg, München, Wien 1981.
- Die schönsten Liebesgeschichten aus Österreich. Ausgewählt von Maria und Herbert Eisenreich, Zürich 1978.

## Zitate
- Extreme haben einen Sinn und erfüllen einen Zweck nur als zu tilgende Provisorien im Geist, nur als Hilfspositionen des Denkens …[6]
- Die große Enttäuschung eines Lebens ist niemals ein anderer als man selber.[14]